# Stockholms ström
59°19′34.61″N 18°4′38.42″Ø / 59.3262806°N 18.0773389°Ø
Strömmen eller Stockholms ström,  er et vandområde som udgør den væstentligste del af Saltsjön i Stockholm hvor udløbet fra Mälaren efter Norrström og Söderström strømmer ud mod  Østersøen. Området savner formel afgrænsning, og forskellige opfattelser råder om hvor grænserne går.
Ved Strömmens nordlige side findes kajen ved Kungsträdgården hvor fuglene samles om vinteren. Videre ligger Blasieholmen med turist- og vaxholmsbådene. Den sydlige side af Strömmen domineres af slottets nordøstlige  side.

## Beliggenhed
Ifølge bystyrets definition begynder  Strömmen vest for Strömbron hvor de stride fosser i Norrström ophører. Ifølge de officielle kort benævnes  området frem til syd for Blasieholmen som en del af Norrström, selv om der også ligger Strömgatan, Strömbron og Strömkajen.
Området mellem Gamla Stan og Skeppsholmen/Kastellholmen benævnes  mere allment og ifølge flere kort  for Strömmen og det officielle stockholmskort inkluderer også vandområdet nord for Södermalm, syd for Kastellholmen frem til Beckholmen.
I fiskerisammanhæng angives Stockholms ström i reglen som  vandområdet vest for Strömbron, hvilket ifølge andre definitioner hører til Norrström.